# День святого Мартина
День святого Мартина (англ. St. Martin's Day) — міжнародне свято на честь дня пам'яті про єпископа Мартина Турського. Відзначається щорічно 11 листопада у багатьох країнах, переважно католицьких. Святкові заходи включають в себе урочисті ходи вулицями, дитячі ліхтарики з гарбуза або сучасних матеріалів зі свічкою всередині, подання на вечерю печеного гусака і кондитерської випічки.

## Історія

### Язичницькі корені
У кельтській общині існувало свято Самайн, яке під час християнізації Європи трансформувалося у — День вшанування святого Мартина. Язичники відзначали час закінчення збору врожаю і початку зими — розведенням багать, ритуальними піснями та святкуваннями, принесенням у жертву тварин з подальшим бенкетом.

### Християнське свято
Святитель Мартин народився в Паннонії на початку IV століття. Вступив на військову службу кавалеристом. Після того як він залишив службу, навернувся на християнство і почав проповідувати західним галлам. Він був першим християнським святим, який не помер насильницькою смертю. З цього моменту починається поширення культу його особистості.
Язичницькі боги починають заміщатися християнськими святими і Мартин Турський стає покровителем жебраків, військових, текстильників, домашніх тварин і птахів. У V столітті на місці його поховання було створено абатство. Після християнізації франків, святий Мартин став покровителем цього народу і його плащ брали з собою під час військових походів. Як і в минулі століття, так і зараз у віруючих французів найшанованішим святим є — Мартин Турський, який вважається символом і покровителем аристократії і лицарства.

## Традиції
Як свідчить легенда, традиція подавати печеного гусака склалася ще за життя Мартина Турського. Під час однієї з його проповідей поруч знаходилися гуси, що підняли шум і єпископ Мартин наказав зробити з них печеню. Відтоді, щорічно 1 листопада сім'ї печуть гусака і подають його до столу як пам'ять про цього святого. Додатково до цього готуються солодкі чотирикутні вафлі або булки у вигляді підкови, які носять назву — «ріжки святого Мартина» або «Мартинів ріг». Близько ста п'ятдесяти років тому ще існував звичай, за яким під стелею кімнати підвішувалися паперові кульки з яблуками, горіхами, родзинками, зернами пшениці, вівса, гороху. Додатково до кожного пакету кріпилися паперові смужки, які підпалювали і вміст пакетів висипалося на святкуючих. Все це символізувало закінчення врожаю, радість достатку врожаю.

## Особливості святкування

### Німеччина та Австрія

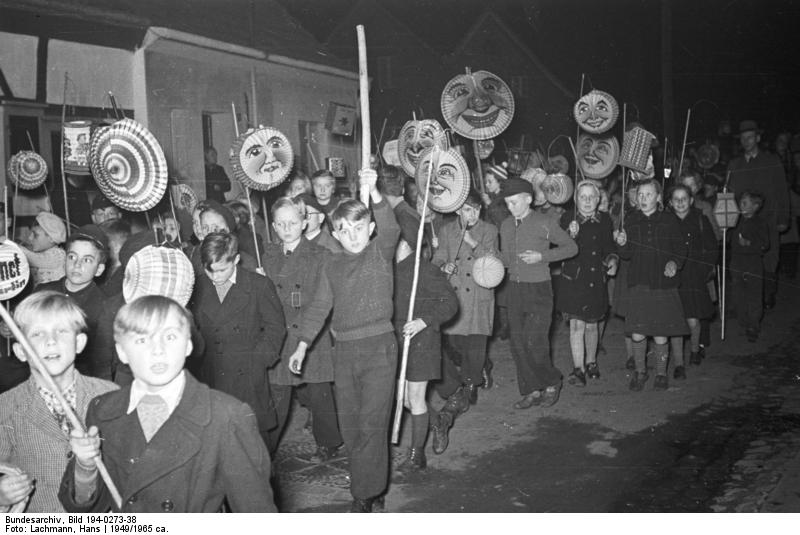
Святкування дня святого Мартина, ФРН, 1949 рік

Листопад був примітний тим, що з пасовищ поверталася худоба, а святий Мартин був покровителем тварин. Також в листопаді починався забій худоби для заготівлі м'яса на зиму.
В Австрії, 11 листопада знаменувалося завершенням сільськогосподарського року. До цього дня закінчують всі основні роботи, повертався худобу, розраховуються з найманими робітниками, сплачують податки. На честь святого Мартина пастухи ходили і били гілками (ялівцевими, липовими або березовими) худобу, після чого передавали їх на зберігання господарями живності. В альпійській області розвинений образ чорного Мартина, який стукає у вікна і двері і закидає людей горохом і бобами. Увечері проводяться ярмарки, чоловіки і жінки переодягаються в костюми, співають пісні з бубнами або дзвіночками у руках. У цей час діти збираються великими групами тримаючи в руках видовбані в гарбузі або ріпі особи, які висвітлюються зсередини свічкою. Більш давнім обрядом на день святого Мартина була гра «Спущений вовк». У вечірній час, юнаки ходили вулицями і кричали: «Вовка спустили» (Wolfablassen). Після цього старші віком чоловіки, одягнені в шкіри тварин, нападали на них і зав'язувалася бійка.
День святого Мартина святкується 11 листопада. Цей день також вважається днем збирання врожаю, його особливо люблять діти. Саме 11 листопада відбувається знаменна хода із запаленими ліхтарями і факелами. Діти задовго до свята готують паперові ліхтарики своїми руками, куди потім будуть вставлені свічки. За легендою, молодий солдат Мартин зігрів своїм плащем замерзаючого жебрака. Згодом односельці шукали його з факелами та ліхтарями для того, щоб віддячити за добру справу.

### Італія
День св. Мартина в Італії з традиційної точки зору вважається початком зими. Оскільки до 11 листопада урожай вже повністю зібраний, до цього торжества починається розлив вина з чанів для приготування по бочках і пляшках, а також подальша дегустація. Характерними для святкування є італійські прислів'я «на святого Мартина відкривай бочку і пробуй вино», «На святого Мартина одягається великий і малий», а також пісні:
 У цьому будинку є все,

Ковбаса і шинка,

Пьячентинський сир,

Слава, слава святому Мартину.

Компанії людей, головним чином, молодь, ходить від хати до хати, наспівуючи різні пісні та вимагає частувань.

### Іспанія
В Іспанії святкування Дня святого Мартина найрозвиненіше на півночі країни і в Каталонії. Сільські жителі шанують його як покровителя виноробства і збору винограду, перелітних птахів. У день пам'яті про нього влаштовуються народні гуляння, в більшості випадків готується свинина і подається вино.

### Нідерланди
День святого Мартина відзначається голландцями, фламандцями і валлонами. Під час святкування ходять вулицями, готують святкові страви, серед яких — печений гусак і солодощі. Діти в Нідерландах збираються групами, одягнені в святкові костюми вони пересуваються від дому до дому з ліхтариками в одній руці і кошиком для солодощів в іншій. За частуванням вони співають пісень про святого Мартина. Весь захід починаються 11 листопада ближче до вечора. День святого Мартина є частиною низки зимових свят з листопада по січень, які мають загальну назву — мідвінтерфеест (нід. midwinterfeest). Як і в інших країнах, день святого Мартина у Нідерландах знаменує собою закінчення збору врожаю і перший день зими. Діти, які носять ліхтарики з вогнем всередині є відлунням культу шанування сонця і вогню.

### Велика Британія
В Англії та Шотландії святкування 11 листопада знаменувалося не тільки днем шанування святого Мартина, але й особливим періодом — «часом бійні» (англ. time of slaughter). За 44 дні, від дня святого Мартина і до Різдва Христового починався забій худоби та заготівлі м'яса на весь зимовий період. У народі цей святий вважається покровителем тваринництва. Протягом цього часу влаштовувалися різні свята та обряди з незмінним атрибутом — багаттям. У деяких місцях Шотландії і в XX столітті дотримуються ці традиції і 11 листопада здійснюють забій биків з подальшою їх заготівлею м'яса на зиму.
В епоху Середньовіччя в Англії й Шотландії це свято було днем оплати праці сезонних робітників за наймом. Отримавши значну суму на руки, останні влаштовували гуляння і пригощали один одного хлібом, сиром, віскі або елем з танцями під музику волинки або скрипки.

### Скандинавські країни

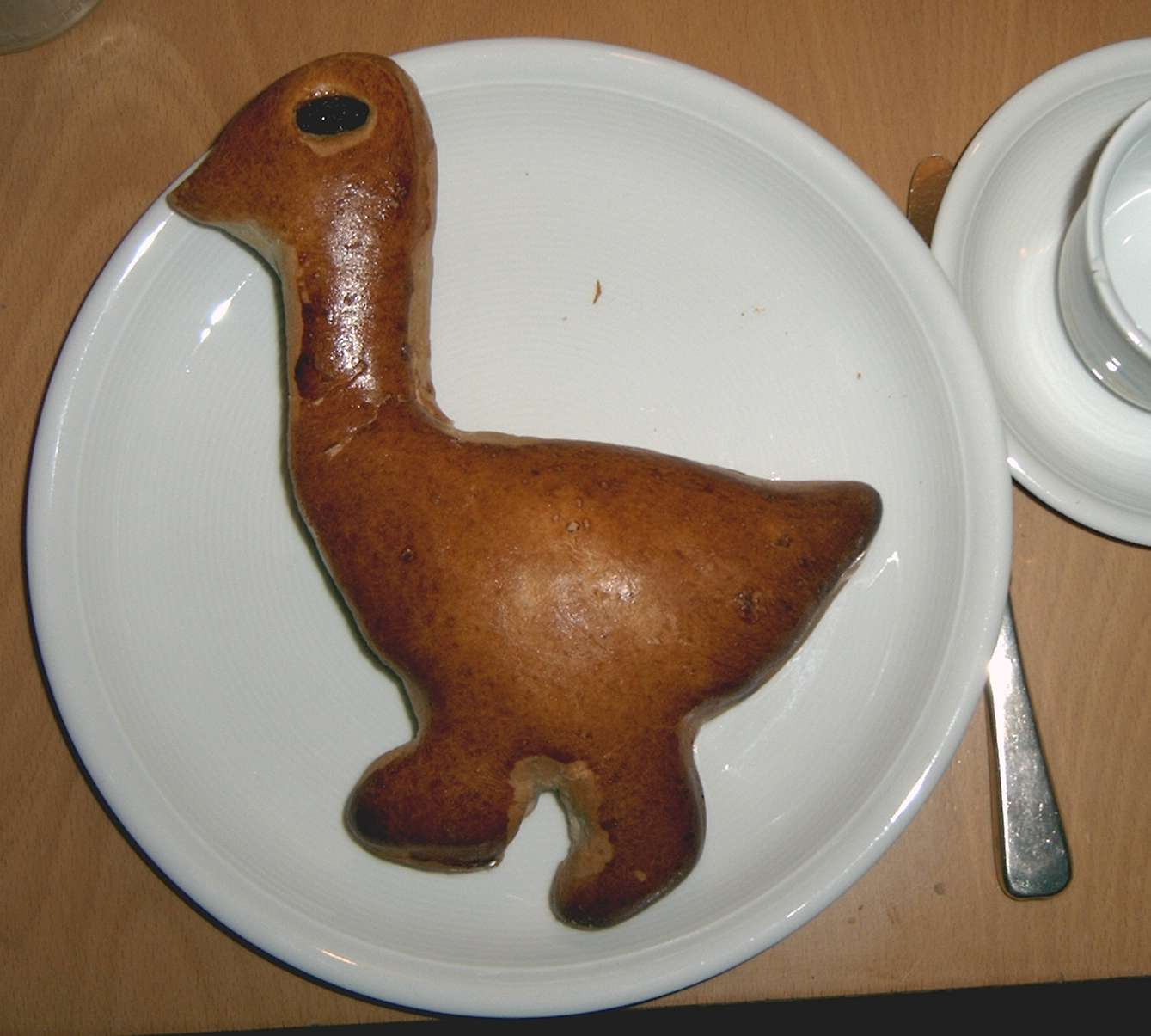
Випічка до дня святого Мартина

У Норвегії, Швеції та Фінляндії святкування дня святого Мартина знаменує собою початок зими. Чоловіки починають святкувати окремо від жінок і всі разом з'єднуються ближче до вечора. У селах чоловіки збираються за столом і розпиваючи вино бажають один одному наступного врожайного року. Жінки в цей час зайняті підготовкою гусака до святкового столу. У жителів скандинавських країн своя інтерпретація легенди про святого Мартина і гуся, згідно з якою чоловік ховався в коморі, а птахи видали його своїм шумом. Саме через це гусей повинні були з'їсти і саме в день цього святого гусак обов'язково має бути на столі. На «Мартинів день» поширені також ворожіння про успіх майбутнього врожаю, особистої долі і передбачуваної погоди.
У фінів та естонців день святого Мартина починався 10 і закінчувався 11 листопада. Увечері 10 листопада діти збиралися групами, вбиралися в лахміття і старий одяг і ходили з торбами просити милостиню, наслідуючи скромності святого Мартина. Ранок 11 листопада символізувало закінчення збирання та заготівлі врожаю, припинення лову риби у відкритих водоймах, розрахунок з пастухами за сезонну роботу. Жінки заготовляли до цього дня лляну пряжу. Фіни традиційно топили баню, ходили в гості і вітали один одного, на стіл виставлялись обов'язково м'ясні страви.

### У слов'ян
У західних слов'ян у цей день Мартин «приїжджає на білому коні», що пов'язано з першим снігом. Ср. пол. «Św. Marcin tylko nа bialym koniu jeździ po chmurach, a wtcdy pada śnieg» (Св. Мартин скаче в хмарах на білому коні, і тоді йде сніг), словац. «Martin přijedze na biel'im koňu» (Мартин приїжджає на білому коні).
Хорвати, вважаючи св. Мартина покровителем виноробів, у цей день закінчували збір винограду, в Далмації говорили: «Святий Мартин, продірявте бочечку!» (хорв. Sveti Martin, provrti karatil!) і пробували нове вино.
У західних слов'ян, хорватів і словенців святий Мартин вважається покровителем гусей. В цей день їх ріжуть і готують печеного гусака. У Хорватії в цей день починають відгодовувати гусака до різдвяного столу. По грудній кістці печеного мартинського гусака, а в Чехії, Моравії та Словенії також по його нутрощах ворожать про майбутню зиму. Також ворожили про майбутню погоду по замерзлих водоймах: «Якщо на Мартина гусак на воді, на Різдво буде на льоду» (пол. Gdy Marcinowa gęś po wodzie, będzie Boże Narodzenie po lodzie) і навпаки «На Мартина гуси на льоду, на Святки будуть на воді» (пол. Na Marcina gęś po lodzie, w gody będą na wodzie.
На українських землях культ святого Мартина традиційно побутував на Закарпатті. Так, у сучасному Мукачеві щороку 11 листопада офіційно святкується день святого Мартина, під час якого відбуваються урочиста хода з ліхтариками до міської ратуші, реконструкції лицарських турнірів, святковий ярмарок, концерти тощо. Звичай пов'язаний з тим, що святий Мартин вважається патроном Мукачева ще з середньовічних часів (так, грамотою королеви Ержебет від 22 травня 1376 р. місту було надано гербову печатку з зображенням цього святого).
У південних слов'ян святий Мартин вважався покровителем вовків. У болгар вважається, що вовки біснуються (болг. бесуват) і особливо небезпечні в мартинські ночі (11-17 листопада).